# Скала CHADS2
Скала CHADS2 (изговара се „chads two”) и  њена ажурирана верзија, скала  CHA2DS2-VASc (изговара се „chads vasc”) једна је од метода клиничког предвиђања за процену ризика од можданог удара код болесника са нереуматском преткоморском фибрилацијом срца (АФ), уобичајеном и озбиљном срчаном аритмијом повезаном са тромбоемболијским можданим ударом. Резултати који се добијају уз помоћ ове скале користе се да би се утврдило да ли је потребно или не лечење антикоагулационом терапијом или антиагрегационом терапијом, како би се спречило да АФ  изазове застој крви у горњим срчаним коморама, што доводи до формирања муралног тромба који може да се помери и путем крвоток. Тако покренути тромб може да изазове поремећај у протока крви кроз мозга, или потпуно прекинути снабдевање мозга крвљу и изазвати мождани удар.

## Скала CHADS2
Висок резултат на овох скали одговара већем ризику од можданог удара, док низак резултат одговара мањем ризику од можданог удара. CHADS2  резултат је једноставан и потврђен је у многим студијама. У клиничкој употреби, CHADS2  скала је у новије време замењен  скалом  CHA2DS2-VASc), која даје бољу стратификацију пацијената са ниским ризиком. У том смислу за пацијенте са заиста ниским ризиком, смернице су прецизирале да, с обзиром на избор између аспирина или ништа, избор би требао бити ништа јер постоји врло мало подршке за употребу аспирина код тих пацијената. У ствари, аспирин има тенденцију да им штети због повећаног крварења.
|    | Фактор ризика                                                           | Бодови |
| -- | ----------------------------------------------------------------------- | ------ |
| C  | Congestive heart failure (Хронична срчана инсуфицијенција)              | 1      |
| H  | Hypertension (Артеријска хипертензија)                                  | 1      |
| A  | Age (Старост) ≥ 75 година                                               | 1      |
| D  | Diabetes mellitus Шећерна болест                                        | 1      |
| S2 | Stroke or TIA (Мождани удар или транзиторни исхемички атак у анамнези ) | 2      |

| СкалаCHADS2 | Ризик | 95% CI    |
| ----------- | ----- | --------- |
| 0           | 1.9   | 1.2–3.0   |
| 1           | 2.8   | 2.0–3.8   |
| 2           | 4.0   | 3.1–5.1   |
| 3           | 5.9   | 4.6–7.3   |
| 4           | 8.5   | 6.3–11.1  |
| 5           | 12.5  | 8.2–17.5  |
| 6           | 18.2  | 10.5–27.4 |

## Скала CHA2DS2-VASc
Да би се допунио CHADS2 скор, укључивањем додатних фактора ризика „модификатора ризика од можданог удара“, предложен је скала CHA2DS2-VASc.
У клиничкој употреби, скал CHADS2 замењена је резултатом CHA2DS2-VASc скора, који даје бољу стратификацију пацијената са ниским ризиком. CHADS2 скор надмашио је CHA2DS2-VASc скор код више група пацијената, укључујући пацијенте са АФ који су на ванболничкој елективној електричној кардиоверзији.
|    | Фактор ризика | Бодови |
| -- | --- | ------ |
| C  | Congestive heart failure or Left ventricular systolic dysfunction (Конгестивна срчана инсуфицијенција или систолна дисфункција леве коморе) | 1      |
| H  | Hypertension (Артеријска хипертензија) | 1      |
| A2 | Age (Старост) ≥ 75 година | 2      |
| D  | Diabetes mellitus (Шећерна болест) | 1      |
| S2 | Stroke or TIA or thromboembolism (Мождани удар или ТИА или тромбоемболија)                                                                  | 2      |
| V  | Vascular disease (Васкуларне болести, или болест периферних артерија, инфаркт миокарда, атеросклероза аорте)                                | 1      |
| A  | Age (старост) 65—74 година | 1      |
| Sc | Sex category (женски пол) | 1      |